# Rivalidad Cristiano-Messi

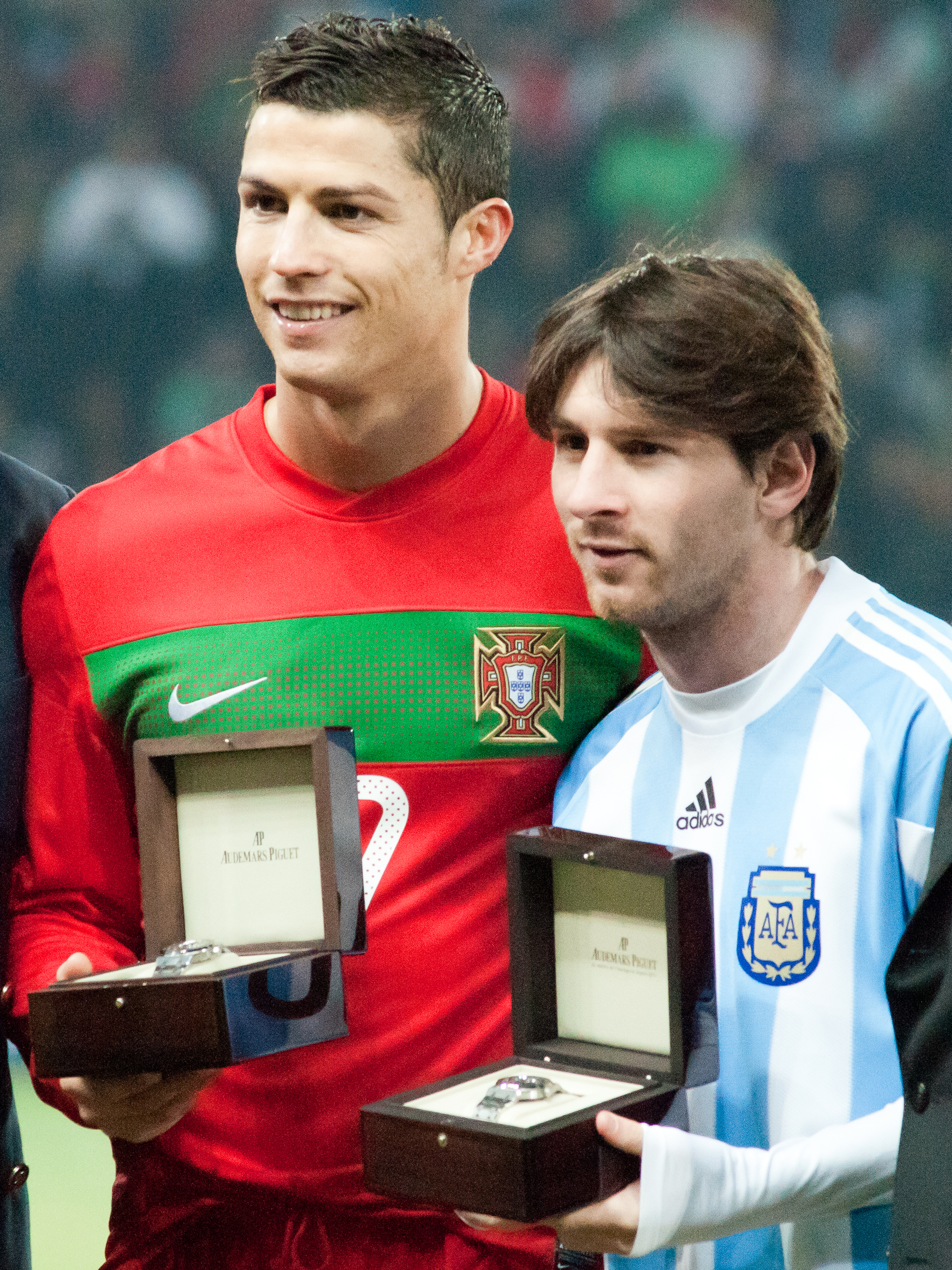
Cristiano Ronaldo y Lionel Messi en la previa de un partido amistoso en Suiza, entre Portugal y Argentina en 2011.

La rivalidad Cristiano Ronaldo–Lionel Messi es una rivalidad deportiva alentada por los medios de comunicación, influencers y aficionados, que involucra a ambos futbolistas principalmente por haber sido coetáneos, por sus similares registros y éxitos deportivos y por haber sido capitanes y rivales en los partidos de El Clásico.
Juntos han logrado diversos hitos históricos en el deporte, llegando a ser considerados como dos de los mejores futbolistas de todos los tiempos. Si bien, han sido acreedores de diversos premios individuales importantes a lo largo de sus carreras, los críticos de fútbol generalmente están de acuerdo en que ambos son los mejores jugadores de su generación, superando a sus compañeros numéricamente por un margen significativo. Prueba de ello, han logrado numerosas hazañas y han conseguido reconocimientos únicos para un futbolista, como el premio al Jugador del Siglo xxi en el caso del luso o el Premio Laureus en el caso del argentino.
De todos sus registros destacan algunos como haber conseguido anotar en finales de la Liga de Campeones; máximos goleadores en fase de grupos, octavos, cuartos, semifinales y máximos goleadores en general del mencionado torneo, el de conseguir anotar más de 50 goles regularmente en una temporada o el de haber anotado más de 800 goles a lo largo de sus carreras deportivas, entre otros. Los periodistas deportivos frecuentemente analizan los méritos individuales de ambos jugadores en un intento de establecer quién creen es el mejor jugador del fútbol moderno y su rivalidad es comparada con las existentes entre Muhammad Ali y Joe Frazier en el boxeo, Roger Federer y Rafael Nadal en el tenis y la de Ayrton Senna y Alain Prost en el automovilismo, a nivel futbol solo sería comparable con las rivalidades Zidane con Ronaldinho en la primera década del siglo XXI y del mismo franco-argelino con Ronaldo Nazario en los 90s aunque ambas de poca duración y menor foco de atención.
Sus actuaciones, y en especial su competencia, está también ligada a la de sus respectivos clubes. Cristiano representaba al Real Madrid C. F., mientras que Messi hacía lo propio con el F. C. Barcelona, por lo que a la rivalidad profesional de los deportistas se unía la de las entidades. Se enfrentaban al menos dos veces cada temporada en «El Clásico», encuentros de los más seguidos a nivel mundial con millones de espectadores, hasta la transferencia del luso al club italiano Juventus F. C. en 2018. Fuera del terreno de juego son la imagen representativa de dos fabricantes de ropa deportiva —Cristiano con Nike y Messi con Adidas—, patrocinadores opuestos de sus respectivos clubes y también marcas con oposición en el mercado. Son por ello dos de los deportistas mejor pagados del mundo, los cuales tuvieron unos ingresos combinados de salarios, bonificaciones y publicidad en 2016 superiores a los ochenta millones de euros.

## Orígenes
En 2007, Cristiano y Messi terminaron segundo y tercero respectivamente, detrás de Kaká en el Balón de Oro 2007, un premio al mejor jugador del mundo elegido por una selección de periodistas internacionales, y en el Jugador Mundial 2007, votado en este caso por entrenadores y capitanes de selecciones internacionales. En una entrevista de ese año, Messi afirmó que «Cristiano Ronaldo es un jugador extraordinario y sería excelente ser compañeros de equipo».
En el primer partido que se enfrentaron, el Manchester United empató con Barcelona en la semifinal de la Liga de Campeones 2007-08, e inmediatamente la prensa formó la rivalidad. Ronaldo falló un penal en la primera ronda, pero el Manchester United finalmente pasó a la final con un gol de Paul Scholes. Al final del año, Cristiano ganó el Balón de Oro y juró que ganaría el premio otra vez.
La Final de la Champions League 2008-09 enfrentó a ambos clubes el 27 de mayo de 2009 en el Estadio Olímpico en Roma, Italia. El partido, descrito como un «enfrentamiento de ensueño», iba a ser la batalla más importante entre los dos hasta el momento. En entrevistas previas se cruzaron opiniones acerca de quién era el mejor jugador del mundo; Cristiano se proclamó como el mejor de los dos, mientras que Xavi, compañero de Messi, se decidió por el jugador argentino. El entrenador de Manchester United, Alex Ferguson, fue más diplomático, y alabó a ambos por ser los más talentosos del mundo. Messi, jugando en una función central, y a pesar del marcaje de Patrice Evra, anotó el segundo tanto con un cabezazo en el minuto 70. Cristiano, mientras, tuvo varias ocasiones, y finalmente pagó su frustración con una falta a Carles Puyol.

## Cruce de declaraciones
En 2007, Messi opinó sobre la posibilidad de que el Barcelona contratase al jugador del Manchester United: "Es un jugador extraordinario y sería genial compartir el mismo equipo. No sé si algún día podrá pasar, pero me gustaría mucho porque es un jugador grandísimo". 
En 2008, Cristiano declaró: "Soy el mejor jugador del mundo, el segundo mejor jugador del mundo y el tercer mejor jugador del mundo. Hay algunos jugadores más buenos en el nivel detrás de mí como Kaká, Torres y tal vez Messi un poco, pero hice todo lo necesario para ser el mejor". 
En 2008, Messi comentó sobre el Balón de Oro ganado por Cristiano: "El año pasado hizo una gran temporada y es justo vencedor".
En 2009 previo a la final de la Champions League donde se enfrentaban Barcelona y el Manchester United, Messi declaró: "El Manchester tiene jugadores de calidad en todas las zonas del campo, pero si tuviera que elegir uno, sería Ronaldo. Es un jugador por el que yo pagaría por ir a ver. Somos jugadores muy diferentes, pero él es increíble, muy especial y que no será fácil de parar".
En 2012, Cristiano después de ser silbado y eliminado de la Eurocopa declaró por los coros de los hinchas daneses que cantaban por Messi: "¿Sabe dónde estaba Messi en esta altura? ¿Lo sabe? Estaba siendo eliminado en la Copa América en el país de él. Creo que es peor, ¿no?". 
En 2011, Cristiano tras ganar la Bota de Oro comentó: "El Balón de Oro son votos y este premio no depende de los votos de nadie", en referencia al Balón de Oro que Messi había ganado. 
En 2014, después de que Messi ganara el premio al mejor jugador del Mundial, Cristiano declaró: "Si dijera mi opinión sobre el balón de oro del Mundial estaría en la cárcel". 
En 2019, Cristiano dijo: "Messi está en la historia del fútbol, pero creo que tengo que tener seis, siete u ocho Balones de Oro para estar por encima de él. Me encantaría ganar más y creo que lo merezco". 
En 2019, Messi declaró: “Por un lado, me gustaba tener cinco Balones de Oro y ser el único. Cuando Cristiano me igualó, admito que me dolió un poco, ya no estaba solo en la cima. Pero en ese momento Cristiano tenía méritos para llevarse el Balón de Oro y yo no podía hacer mucho más”. 
En 2021 Cristiano comentó "factos" en una publicación de un usuario en Instagram que cuestionaba el premio Balón de Oro de Lionel Messi. 
En 2022, previo a la Copa del Mundo, Cristiano y Messi realizaron una campaña publicitaria donde se enfrentaban en un juego de ajedrez, Cristiano comentó: "Me gustaría mucho ser el que le dé jaque mate a Messi". 
En 2023, Cristiano comentó en Instagram unos emojis riendo a una noticia del periodista madridista Tomas Roncero donde cuestionaba los balones de Oro que ganó el astro argentino. 
En 2023 Messi habló sobre su rivalidad con el portugués: "Siempre fue una 'batalla' en lo deportivo muy linda, creo que mutuamente nos alimentábamos el uno al otro porque los dos somos muy competitivos". 

## Relación entre ambos
En una entrevista de 2016, Cristiano comentó sobre la rivalidad diciendo: "Creo que nos empujamos el uno a otro en la competencia, por eso la competencia es tan alta". Alex Ferguson, entrenador del luso durante su tiempo en el Manchester United F. C., opinó: "No creo que la rivalidad entre sí les moleste. Creo que tienen su propio orgullo personal en términos de querer ser el mejor". Messi ha negado cualquier rivalidad y culpa a los medios de comunicación por crearla, afirmando que "Solo los medios, la prensa, quieren que estemos en desacuerdo pero nunca he peleado con Cristiano".
Está ampliamente argumentado y documentado que hay un ambiente de competencia entre el dúo. No obstante, Guillem Balagué afirma en su libro Cristiano Ronaldo, la biografía que el portugués llama a su homólogo argentino «pecho frío» a sus espaldas, y Luca Caioli menciona en su libro Ronaldo: La obsesión por la perfección que, según sus fuentes, Ronaldo «se calienta» al ver jugar a Messi. En respuesta a las afirmaciones de que él y Messi no se llevaban bien a nivel personal, Cristiano comentó: "No tenemos una relación fuera del mundo del fútbol, al igual que no lo hacemos con un montón de otros jugadores", antes de añadir que en los próximos años espera que puedan reírse de ello juntos, "Tenemos que mirar esta rivalidad con un espíritu positivo, porque es algo bueno".
El 13 de noviembre de 2014, Cristiano amenazó con emprender acciones legales por las observaciones hechas por Balagué. Después de la salida del portugués del Real Madrid a la Juventus, Messi admitió que le echaba de menos, diciendo: "Echo de menos a Cristiano. Aunque fue un poco difícil verle ganar trofeos, le dio prestigio a La Liga". Durante una entrevista conjunta en la ceremonia del Premio UEFA al Mejor Jugador en Europa 2019, Cristiano dijo que le gustaría "cenar juntos en el futuro", a lo que Messi respondió más tarde: "Si recibo una invitación, ¿por qué no?".

## Premios y reconocimientos
Durante la existencia de la rivalidad, el par domina las ceremonias y rompen múltiples registros de goles para club y país, hazañas que son descritas como «increíbles», «ridículas», y «notables». La rivalidad, más que personal, era sobre todo profesional.
Messi es el máximo goleador de todos los tiempos de La Liga, además de tener la mayor cantidad de asistencias en la historia de la competición, mientras que Cristiano se encuentra en el segundo lugar por goles anotados y tercero por asistencias proporcionadas. Por otro lado, Cristiano es el máximo goleador y proveedor de asistencia de la Liga de Campeones, mientras que Messi se encuentra en el segundo lugar por en cuanto a goles anotados y asistencias proporcionadas en la historia de la competición. Los dos habían roto el récord del otro en el transcurso de 2015 después de que Messi superara al anterior titular Raúl en noviembre de 2014. Cristiano abrió una brecha en la temporada 2015-16 cuando se convirtió en el primer jugador en anotar dobles cifras en la fase de grupos de la Liga de Campeones, estableciendo el récord en 11 goles. Son los dos primeros jugadores en marcar 100 goles en la historia de la Liga de Campeones.

Lionel Messi, con ocho premios ha ganado la mayor cantidad de Balones de Oro en la historia.

Ambos jugadores dominaron los premios Balón de Oro/Jugador Mundial de la FIFA desde 2008, y el Premio UEFA al Mejor Jugador en Europa desde 2014; en 2018, su triunfo de aproximadamente una década terminó con Luka Modrić, visto como "el final de una era". En una entrevista para el France Football, Modrić declaró que "la historia dirá que un jugador croata, representando a su pequeño país, ganó el Balón de Oro después de Cristiano Ronaldo y Lionel Messi, que son jugadores de otro nivel. Nadie tiene derecho a compararse con ellos." Desde 2008, Messi ha ganado ocho Balónes de Oro contra cinco de Cristiano, ocho premios FIFA al mejor jugador del mundo contra cinco, y seis Botas de Oro contra cuatro respectivamente.
En conjunto, Cristiano ha ganado 35 grandes trofeos, incluyendo siete títulos de liga (3 títulos de Primera División de Inglaterra, 2 de Primera División de España y 2 de Primera División de Italia), cuatro copas nacionales, dos copas de liga, siete supercopas nacionales, cinco Ligas de Campeones, tres Supercopas de Europa, cuatro Copas Mundiales de Clubes; y con Portugal, conquistar sus primeros trofeos continentales, la Eurocopa 2016 y las Liga de las Naciones 2018-19 y 2024-25.
Por su lado, Messi ha ganado 46 grandes trofeos, incluyendo doce títulos de liga (10 títulos de Primera División de España y 2 títulos de Primera División de Francia), siete copas nacionales, nueve supercopas nacionales (ocho Supercopa de España y una Supercopa de Francia) cuatro Ligas de Campeones, tres Supercopas de Europa, tres Copas Mundiales de Clubes, una Leagues Cup y una Supporters' Shield. Además, ha conseguido con la Selección argentina la Copa América 2021 y Copa América 2024, la Copa de Campeones Conmebol-UEFA 2022 y el Mundial de 2022.
Con las selecciones sub-20 y sub-23 conquistó la Copa Mundial sub-20 en 2005 y el Oro Olímpico en 2008 respectivamente.

## Registros goleadores

### Máximos goleadores en la historia del fútbol
| \| # \| Jugador \| Temp. \| G \| P. J. \| Prom. \| Notas y referencias \| \| --- \| ----------------------- \| --------- \| --- \| ----- \| ----- \| ---------------------------------------------------------- \| \| 1 \| Cristiano Ronaldo \| 2002-Act \| 938 \| 1281 \| 0.73 \| [78][79] \| \| 2 \| Lionel Messi \| 2004-Act \| 875 \| 1117 \| 0.78 \| [80] \| \| 3 \| Josef Bican \| 1931-1955 \| 805 \| 530 \| 1.52 \| [81] \| \| 4 \| Pelé \| 1956-1977 \| 770 \| 812 \| 0.95 \| [82] \| \| 5 \| Romário \| 1985-2009 \| 761 \| 963 \| 0.79 \| \| \| 6 \| Ferenc Puskás \| 1943-1967 \| 760 \| 746 \| 1.02 \| \| \| 7 \| Erwin Helmchen \| 1923-1951 \| 702 \| ? \| \| \| \| 8 \| Robert Lewandowski \| 2007-Act \| 695 \| 981 \| 0.71 \| [83][84] \| \| 9 \| Jimmy Jones \| 1946-1965 \| 659 \| 614 \| 1.07 \| [82] \| \| 10 \| Abe Lenstra \| 1936-1963 \| 645 \| 650 \| 0.99 \| \| \| 11 \| Gerd Müller \| 1962-1983 \| 640 \| 728 \| 0.88 \| [85][82] \| \| 12 \| Joe Bambrick \| 1926-1939 \| 634 \| ? \| \| [86] \| \| 13 \| Fernando Peyroteo \| 1937-1949 \| 610 \| 374 \| 1.63 \| [86] \| \| 14 \| Max Morlock \| 1940-1964 \| 609 \| 970 \| 0.63 \| \| \| 15 \| Luis Suárez \| 2005-Act \| 594 \| 1016 \| 0.58 \| \| \| 16 \| Ferenc Deák \| 1940-1957 \| 576 \| 400 \| 1.44 \| \| \| 17 \| Zlatan Ibrahimović \| 1999-2023 \| 573 \| 988 \| 0.58 \| [87] \| \| 18 \| Uwe Seeler \| 1954-1978 \| 567 \| 653 \| 0.87 \| [86] \| \| 19 \| Glenn Ferguson \| 1987-2011 \| 563 \| 1047 \| 0.54 \| [86] \| \| 20 \| Jimmy McGrory \| 1922-1938 \| 558 \| 549 \| 1.02 \| [86] \| \| 21 \| Arthur Friedenreich \| 1909-1935 \| 557 \| 562 \| 0.99 \| [88] \| \| 22 \| Eusébio \| 1957-1979 \| 555 \| 648 \| 0.86 \| [86] \| \| 23 \| Imre Schlosser \| 1905-1922 \| 554 \| ? \| \| [86] \| \| 24 \| Alfredo Di Stéfano \| 1945-1966 \| 524 \| 720 \| 0.73 \| Algunas fuentes apuntan a que pudo marcar más goles.[86] \| \| 25 \| Roberto Dinamite \| 1971-1992 \| 514 \| 839 \| 0.61 \| \| \| 26 \| Gyula Zsengellér \| 1933-1952 \| 513 \| ? \| \| Algunas fuentes apuntan a que pudo marcar más goles.[86] \| \| 27 \| Hugo Sánchez \| 1976-1997 \| 513 \| 879 \| 0.58 \| [89][86] \| \| 28 \| Zico \| 1971-1994 \| 511 \| 773 \| 0.66 \| [90][86] \| \| 29 \| Ferenc Bene \| 1961-1985 \| 506 \| 493 \| 1.03 \| Algunas fuentes apuntan a que pudo jugar más partidos.[86] \| \| 30 \| Sándor Kocsis \| 1943-1965 \| 505 \| ? \| \| [86] \| \| 31 \| György Sárosi \| 1930-1948 \| 505 \| ? \| \| [86] \| \| 32 \| Isidro Lángara \| 1930-1948 \| 504 \| 415 \| 1.21 \| [91] \| \| 33 \| Gunnar Nordahl \| 1937-1958 \| 498 \| 548 \| 0.91 \| [86] \| \| 34 \| Karim Benzema \| 2005-Act \| 498 \| 955 \| 0.52 \| [92][93] \| \| 35 \| Johan Cruyff \| 1964-1984 \| 493 \| 712 \| 0.69 \| \| \| 36 \| Stjepan Bobek \| 1944-1959 \| 480 \| 554 \| 0.87 \| [86] \| \| 37 \| Ali Ashfaq \| 2001-Act \| 476 \| 567 \| 0.84 \| [94] \| \| 38 \| Jimmy Greaves \| 1957-1979 \| 466 \| 661 \| 0.70 \| [95][86] \| \| 39 \| Edinson Cavani \| 2005-Act \| 462 \| 867 \| 0.53 \| \| \| 40 \| Delio Onnis \| 1966-1986 \| 461 \| 709 \| 0.65 \| [96] \| \| 41 \| Aleksandar Đurić \| 1994-2014 \| 461 \| 733 \| 0.63 \| \| \| 42 \| Alberto Spencer \| 1953-1972 \| 451 \| 678 \| 0.67 \| \| \| 43 \| Edin Džeko \| 2003-Act \| 451 \| 1028 \| 0.44 \| [97] \| \| 44 \| Harry Kane \| 2011-Act \| 450 \| 685 \| 0.66 \| [98] \| \| 45 \| Jef Mermans \| 1937-1960 \| 449 \| 556 \| 0.81 \| [99] \| \| 46 \| Rivaldo \| 1989-2015 \| 446 \| 1033 \| 0.43 \| \| \| 47 \| Neymar \| 2009-Act \| 445 \| 736 \| 0.60 \| \| \| 48 \| Dixie Dean \| 1923-1940 \| 442 \| 601 \| 0.74 \| \| \| 49 \| Givanildo de Souza Hulk \| 2004-Act \| 440 \| 876 \| 0.50 \| [100] \| \| 50 \| Eran Zahavi \| 2006-Act \| 438 \| 803 \| 0.55 \| [101] \| \| 51 \| Sebastián Abreu \| 1994-2021 \| 435 \| 860 \| 0.51 \| [102] \| \| 52 \| Carlos Bianchi \| 1967-1984 \| 434 \| 605 \| 0.72 \| [103] \| \| 53 \| Raúl González \| 1994-2015 \| 432 \| 1034 \| 0.42 \| \| \| 54 \| David Villa \| 2000-2020 \| 427 \| 826 \| 0.52 \| [104] \| \| 55 \| Samuel Eto'o \| 1997-2019 \| 427 \| 882 \| 0.48 \| [105] \| \| 56 \| Sergio Agüero \| 2003-2021 \| 426 \| 786 \| 0.54 \| \| \| 57 \| Hans Krankl \| 1970-1989 \| 425 \| 587 \| 0.72 \| [106][86] \| \| 58 \| Dadá Maravilha \| 1967-1985 \| 425 \| ? \| \| \| \| 59 \| József Takacs \| 1917-1934 \| 418 \| 388 \| 1.08 \| [107][86] \| \| 60 \| Hughie Gallacher \| 1921-1939 \| 416 \| 567 \| 0.73 \| \| \| 61 \| John Aldridge \| 1979-1998 \| 416 \| 576 \| 0.72 \| \| \| 62 \| Ronaldo Nazário \| 1993-2011 \| 414 \| 616 \| 0.67 \| \| \| 63 \| Dejan Damjanović \| 1998-2023 \| 412 \| 796 \| 0.52 \| [108] \| \| 64 \| Ally McCoist \| 1979-2001 \| 412 \| 816 \| 0.50 \| \| \| 65 \| Fred \| 2003-2022 \| 412 \| 816 \| 0.50 \| [109] \| \| 66 \| Ferenc Szusza \| 1940-1961 \| 411 \| 486 \| 0.85 \| Algunas fuentes apuntan a que pudo jugar más partidos. \| \| 67 \| Juan Plata \| 1988-2011 \| 411 \| 598 \| 0.69 \| \| \| 68 \| Vágner Love \| 2002-Act \| 411 \| 888 \| 0.46 \| [110] \| \| 69 \| Thierry Henry \| 1994-2014 \| 411 \| 917 \| 0.45 \| [111] \| \| 70 \| Klaas-Jan Huntelaar \| 2002-2020 \| 409 \| 741 \| 0.55 \| [112] \| \| 71 \| Óscar Cardozo \| 2003-Act \| 407 \| 901 \| 0.45 \| [113] \| \| 72 \| Romelu Lukaku \| 2009-Act \| 404 \| 798 \| 0.51 \| \| \| 73 \| Túlio Maravilha \| 1988-2019 \| 398 \| 594 \| 0.67 \| \| \| 74 \| Cabinho \| 1969-1987 \| 398 \| 617 \| 0.65 \| \| \| 75 \| Carlos Hermosillo \| 1983-2001 \| 396 \| 740 \| 0.54 \| \| \| 76 \| Ronaldinho \| 1998-2018 \| 395 \| 710 \| 0.56 \| \| \| 77 \| Roger Milla \| 1966-1996 \| 393 \| 734 \| 0.54 \| \| \| 78 \| Robbie Keane \| 1998-2018 \| 393 \| 883 \| 0.45 \| [114] \| \| 79 \| Víctor Hugo Antelo \| 1980-2001 \| 392 \| 526 \| 0.75 \| \| \| 80 \| Andriy Shevchenko \| 1994-2012 \| 391 \| 815 \| 0.48 \| [115] \| \| 81 \| Fritz Walter \| 1937-1959 \| 390 \| 425 \| 0.92 \| [86] \| \| 82 \| Pierre Aubameyang \| 2008-Act \| 390 \| 773 \| 0.50 \| [116] \| \| 83 \| Alex \| 2002-2014 \| 389 \| ? \| \| \| \| 84 \| José Águas \| 1948-1964 \| 387 \| 417 \| 0.93 \| \| \| 85 \| Albert De Cleyn \| 1933-1955 \| 386 \| 500 \| 0.77 \| [86] \| \| 86 \| Magno Alves \| 1997-2011 \| 385 \| ? \| \| \| \| 87 \| Telmo Zarra \| 1939-1957 \| 384 \| 426 \| 0.90 \| [117] \| \| 88 \| Ruud van Nistelrooy \| 1994-2012 \| 384 \| 662 \| 0.58 \| [118] \| \| 89 \| Omar Al Soma \| 2008-Act \| 383 \| 513 \| 0.75 \| [119] \| \| 90 \| Alan Shearer \| 1986-2005 \| 382 \| 733 \| 0.52 \| \| \| 91 \| Mohamed Salah \| 2009-Act \| 382 \| 758 \| 0.50 \| \| \| 92 \| Luís Fabiano \| 1998-2017 \| 381 \| 721 \| 0.53 \| [120] \| \| 93 \| Ricardo Oliveira \| 2000-2023 \| 381 \| 774 \| 0.49 \| [121] \| \| 94 \| Kylian Mbappé \| 2015-Act \| 377 \| 517 \| 0.73 \| [122] \| \| 95 \| Bader Al-Mutawa \| 2002-Act \| 372 \| 721 \| 0.50 \| \| \| 96 \| Michel Platini \| 1972-1987 \| 371 \| 620 \| 0.60 \| \| \| 97 \| Didier Drogba \| 1997-2018 \| 370 \| 805 \| 0.46 \| [123] \| \| 98 \| Osvaldo Castro \| 1965-1984 \| 368 \| 622 \| 0.59 \| \| \| 99 \| Firas Al-Khatib \| 1999-2019 \| 367 \| 507 \| 0.72 \| \| \| 100 \| Hughie Ferguson \| 1916-1930 \| 366 \| 425 \| 0.86 \| \| \| 101 \| Gonzalo Higuaín \| 2005-2022 \| 366 \| 783 \| 0.47 \| \| \| 102 \| Wayne Rooney \| 2002-2021 \| 366 \| 883 \| 0.41 \| [124] \| \| \| André-Pierre Gignac \| 2004-Act \| 358 \| 808 \| 0.44 \| [125] \| \| \| Ali Mabkhout \| 2008-Act \| 355 \| 538 \| 0.64 \| \| \| \| Sunil Chhetri \| 2001-Act \| 350 \| 694 \| 0.5 \| \| \| \| Radamel Falcao \| 2003-Act \| 350 \| 721 \| 0.49 \| [126] \| \| \| Dayro Moreno \| 2003-Act \| 350 \| 762 \| 0.46 \| \| Estadísticas actualizadas 2 de agosto de 2025 |                         |           |     |       |       |                                                        |
| # | Jugador                 | Temp.     | G   | P. J. | Prom. | Notas y referencias                                    |
| 1 | Cristiano Ronaldo       | 2002-Act  | 938 | 1281  | 0.73  | [ 78 ] [ 79 ]                                          |
| 2 | Lionel Messi            | 2004-Act  | 875 | 1117  | 0.78  | [ 80 ]                                                 |
| 3 | Josef Bican             | 1931-1955 | 805 | 530   | 1.52  | [ 81 ]                                                 |
| 4 | Pelé                    | 1956-1977 | 770 | 812   | 0.95  | [ 82 ]                                                 |
| 5 | Romário                 | 1985-2009 | 761 | 963   | 0.79  |                                                        |
| 6 | Ferenc Puskás           | 1943-1967 | 760 | 746   | 1.02  |                                                        |
| 7 | Erwin Helmchen          | 1923-1951 | 702 | ?     |       |                                                        |
| 8 | Robert Lewandowski      | 2007-Act  | 695 | 981   | 0.71  | [ 83 ] [ 84 ]                                          |
| 9 | Jimmy Jones             | 1946-1965 | 659 | 614   | 1.07  | [ 82 ]                                                 |
| 10 | Abe Lenstra             | 1936-1963 | 645 | 650   | 0.99  |                                                        |
| 11 | Gerd Müller             | 1962-1983 | 640 | 728   | 0.88  | [ 85 ] [ 82 ]                                          |
| 12 | Joe Bambrick            | 1926-1939 | 634 | ?     |       | [ 86 ]                                                 |
| 13 | Fernando Peyroteo       | 1937-1949 | 610 | 374   | 1.63  | [ 86 ]                                                 |
| 14 | Max Morlock             | 1940-1964 | 609 | 970   | 0.63  |                                                        |
| 15 | Luis Suárez             | 2005-Act  | 594 | 1016  | 0.58  |                                                        |
| 16 | Ferenc Deák             | 1940-1957 | 576 | 400   | 1.44  |                                                        |
| 17 | Zlatan Ibrahimović      | 1999-2023 | 573 | 988   | 0.58  | [ 87 ]                                                 |
| 18 | Uwe Seeler              | 1954-1978 | 567 | 653   | 0.87  | [ 86 ]                                                 |
| 19 | Glenn Ferguson          | 1987-2011 | 563 | 1047  | 0.54  | [ 86 ]                                                 |
| 20 | Jimmy McGrory           | 1922-1938 | 558 | 549   | 1.02  | [ 86 ]                                                 |
| 21 | Arthur Friedenreich     | 1909-1935 | 557 | 562   | 0.99  | [ 88 ]                                                 |
| 22 | Eusébio                 | 1957-1979 | 555 | 648   | 0.86  | [ 86 ]                                                 |
| 23 | Imre Schlosser          | 1905-1922 | 554 | ?     |       | [ 86 ]                                                 |
| 24 | Alfredo Di Stéfano      | 1945-1966 | 524 | 720   | 0.73  | Algunas fuentes apuntan a que pudo marcar más goles.   |
| 25 | Roberto Dinamite        | 1971-1992 | 514 | 839   | 0.61  |                                                        |
| 26 | Gyula Zsengellér        | 1933-1952 | 513 | ?     |       | Algunas fuentes apuntan a que pudo marcar más goles.   |
| 27 | Hugo Sánchez            | 1976-1997 | 513 | 879   | 0.58  | [ 89 ] [ 86 ]                                          |
| 28 | Zico                    | 1971-1994 | 511 | 773   | 0.66  | [ 90 ] [ 86 ]                                          |
| 29 | Ferenc Bene             | 1961-1985 | 506 | 493   | 1.03  | Algunas fuentes apuntan a que pudo jugar más partidos. |
| 30 | Sándor Kocsis           | 1943-1965 | 505 | ?     |       | [ 86 ]                                                 |
| 31 | György Sárosi           | 1930-1948 | 505 | ?     |       | [ 86 ]                                                 |
| 32 | Isidro Lángara          | 1930-1948 | 504 | 415   | 1.21  | [ 91 ]                                                 |
| 33 | Gunnar Nordahl          | 1937-1958 | 498 | 548   | 0.91  | [ 86 ]                                                 |
| 34 | Karim Benzema           | 2005-Act  | 498 | 955   | 0.52  | [ 92 ] [ 93 ]                                          |
| 35 | Johan Cruyff            | 1964-1984 | 493 | 712   | 0.69  |                                                        |
| 36 | Stjepan Bobek           | 1944-1959 | 480 | 554   | 0.87  | [ 86 ]                                                 |
| 37 | Ali Ashfaq              | 2001-Act  | 476 | 567   | 0.84  | [ 94 ]                                                 |
| 38 | Jimmy Greaves           | 1957-1979 | 466 | 661   | 0.70  | [ 95 ] [ 86 ]                                          |
| 39 | Edinson Cavani          | 2005-Act  | 462 | 867   | 0.53  |                                                        |
| 40 | Delio Onnis             | 1966-1986 | 461 | 709   | 0.65  | [ 96 ]                                                 |
| 41 | Aleksandar Đurić        | 1994-2014 | 461 | 733   | 0.63  |                                                        |
| 42 | Alberto Spencer         | 1953-1972 | 451 | 678   | 0.67  |                                                        |
| 43 | Edin Džeko              | 2003-Act  | 451 | 1028  | 0.44  | [ 97 ]                                                 |
| 44 | Harry Kane              | 2011-Act  | 450 | 685   | 0.66  | [ 98 ]                                                 |
| 45 | Jef Mermans             | 1937-1960 | 449 | 556   | 0.81  | [ 99 ]                                                 |
| 46 | Rivaldo                 | 1989-2015 | 446 | 1033  | 0.43  |                                                        |
| 47 | Neymar                  | 2009-Act  | 445 | 736   | 0.60  |                                                        |
| 48 | Dixie Dean              | 1923-1940 | 442 | 601   | 0.74  |                                                        |
| 49 | Givanildo de Souza Hulk | 2004-Act  | 440 | 876   | 0.50  | [ 100 ]                                                |
| 50 | Eran Zahavi             | 2006-Act  | 438 | 803   | 0.55  | [ 101 ]                                                |
| 51 | Sebastián Abreu         | 1994-2021 | 435 | 860   | 0.51  | [ 102 ]                                                |
| 52 | Carlos Bianchi          | 1967-1984 | 434 | 605   | 0.72  | [ 103 ]                                                |
| 53 | Raúl González           | 1994-2015 | 432 | 1034  | 0.42  |                                                        |
| 54 | David Villa             | 2000-2020 | 427 | 826   | 0.52  | [ 104 ]                                                |
| 55 | Samuel Eto'o            | 1997-2019 | 427 | 882   | 0.48  | [ 105 ]                                                |
| 56 | Sergio Agüero           | 2003-2021 | 426 | 786   | 0.54  |                                                        |
| 57 | Hans Krankl             | 1970-1989 | 425 | 587   | 0.72  | [ 106 ] [ 86 ]                                         |
| 58 | Dadá Maravilha          | 1967-1985 | 425 | ?     |       |                                                        |
| 59 | József Takacs           | 1917-1934 | 418 | 388   | 1.08  | [ 107 ] [ 86 ]                                         |
| 60 | Hughie Gallacher        | 1921-1939 | 416 | 567   | 0.73  |                                                        |
| 61 | John Aldridge           | 1979-1998 | 416 | 576   | 0.72  |                                                        |
| 62 | Ronaldo Nazário         | 1993-2011 | 414 | 616   | 0.67  |                                                        |
| 63 | Dejan Damjanović        | 1998-2023 | 412 | 796   | 0.52  | [ 108 ]                                                |
| 64 | Ally McCoist            | 1979-2001 | 412 | 816   | 0.50  |                                                        |
| 65 | Fred                    | 2003-2022 | 412 | 816   | 0.50  | [ 109 ]                                                |
| 66 | Ferenc Szusza           | 1940-1961 | 411 | 486   | 0.85  | Algunas fuentes apuntan a que pudo jugar más partidos. |
| 67 | Juan Plata              | 1988-2011 | 411 | 598   | 0.69  |                                                        |
| 68 | Vágner Love             | 2002-Act  | 411 | 888   | 0.46  | [ 110 ]                                                |
| 69 | Thierry Henry           | 1994-2014 | 411 | 917   | 0.45  | [ 111 ]                                                |
| 70 | Klaas-Jan Huntelaar     | 2002-2020 | 409 | 741   | 0.55  | [ 112 ]                                                |
| 71 | Óscar Cardozo           | 2003-Act  | 407 | 901   | 0.45  | [ 113 ]                                                |
| 72 | Romelu Lukaku           | 2009-Act  | 404 | 798   | 0.51  |                                                        |
| 73 | Túlio Maravilha         | 1988-2019 | 398 | 594   | 0.67  |                                                        |
| 74 | Cabinho                 | 1969-1987 | 398 | 617   | 0.65  |                                                        |
| 75 | Carlos Hermosillo       | 1983-2001 | 396 | 740   | 0.54  |                                                        |
| 76 | Ronaldinho              | 1998-2018 | 395 | 710   | 0.56  |                                                        |
| 77 | Roger Milla             | 1966-1996 | 393 | 734   | 0.54  |                                                        |
| 78 | Robbie Keane            | 1998-2018 | 393 | 883   | 0.45  | [ 114 ]                                                |
| 79 | Víctor Hugo Antelo      | 1980-2001 | 392 | 526   | 0.75  |                                                        |
| 80 | Andriy Shevchenko       | 1994-2012 | 391 | 815   | 0.48  | [ 115 ]                                                |
| 81 | Fritz Walter            | 1937-1959 | 390 | 425   | 0.92  | [ 86 ]                                                 |
| 82 | Pierre Aubameyang       | 2008-Act  | 390 | 773   | 0.50  | [ 116 ]                                                |
| 83 | Alex                    | 2002-2014 | 389 | ?     |       |                                                        |
| 84 | José Águas              | 1948-1964 | 387 | 417   | 0.93  |                                                        |
| 85 | Albert De Cleyn         | 1933-1955 | 386 | 500   | 0.77  | [ 86 ]                                                 |
| 86 | Magno Alves             | 1997-2011 | 385 | ?     |       |                                                        |
| 87 | Telmo Zarra             | 1939-1957 | 384 | 426   | 0.90  | [ 117 ]                                                |
| 88 | Ruud van Nistelrooy     | 1994-2012 | 384 | 662   | 0.58  | [ 118 ]                                                |
| 89 | Omar Al Soma            | 2008-Act  | 383 | 513   | 0.75  | [ 119 ]                                                |
| 90 | Alan Shearer            | 1986-2005 | 382 | 733   | 0.52  |                                                        |
| 91 | Mohamed Salah           | 2009-Act  | 382 | 758   | 0.50  |                                                        |
| 92 | Luís Fabiano            | 1998-2017 | 381 | 721   | 0.53  | [ 120 ]                                                |
| 93 | Ricardo Oliveira        | 2000-2023 | 381 | 774   | 0.49  | [ 121 ]                                                |
| 94 | Kylian Mbappé           | 2015-Act  | 377 | 517   | 0.73  | [ 122 ]                                                |
| 95 | Bader Al-Mutawa         | 2002-Act  | 372 | 721   | 0.50  |                                                        |
| 96 | Michel Platini          | 1972-1987 | 371 | 620   | 0.60  |                                                        |
| 97 | Didier Drogba           | 1997-2018 | 370 | 805   | 0.46  | [ 123 ]                                                |
| 98 | Osvaldo Castro          | 1965-1984 | 368 | 622   | 0.59  |                                                        |
| 99 | Firas Al-Khatib         | 1999-2019 | 367 | 507   | 0.72  |                                                        |
| 100 | Hughie Ferguson         | 1916-1930 | 366 | 425   | 0.86  |                                                        |
| 101 | Gonzalo Higuaín         | 2005-2022 | 366 | 783   | 0.47  |                                                        |
| 102 | Wayne Rooney            | 2002-2021 | 366 | 883   | 0.41  | [ 124 ]                                                |
| | André-Pierre Gignac     | 2004-Act  | 358 | 808   | 0.44  | [ 125 ]                                                |
| | Ali Mabkhout            | 2008-Act  | 355 | 538   | 0.64  |                                                        |
| | Sunil Chhetri           | 2001-Act  | 350 | 694   | 0.5   |                                                        |
| | Radamel Falcao          | 2003-Act  | 350 | 721   | 0.49  | [ 126 ]                                                |
| | Dayro Moreno            | 2003-Act  | 350 | 762   | 0.46  |                                                        |

### Máximos goleadores en la historia de las competiciones de la UEFA
| \| Pos. \| Jugador \| G. \| Part. \| Prom. \| Debut \| Clubes \| \| ---- \| ------------------------- \| --- \| ----- \| ----- \| -------- \| ------------------------------------------------------------------------------------------------------------------------------------------------------------------------ \| \| 1 \| Cristiano Ronaldo \| 145 \| 197 \| 0.74 \| 14/8/02 \| Manchester United F. C. (24), Real Madrid C. F. (107), Juventus F. C. (14)[127] \| \| 2 \| Lionel Messi \| 132 \| 167 \| 0.79 \| 7/12/04 \| F. C. Barcelona (123), París Saint-Germain F. C. (9)[128] \| \| 3 \| Robert Lewandowski \| 113 \| 160 \| 0.71 \| 17/7/08 \| Lech Poznań (6), B. V. Borussia (18), F. C. Bayern (69), F. C. Barcelona (20)[129] \| \| 4 \| Karim Benzema \| 92 \| 157 \| 0.59 \| 6/12/05 \| Olympique Lyonnais (12), Real Madrid C. F. (80)[130] \| \| 5 \| Raúl González \| 77 \| 161 \| 0.48 \| 13/9/95 \| Real Madrid C. F. (68), F. C. Gelsenkirchen-Schalke (9)[131] \| \| 6 \| Filippo Inzaghi \| 70 \| 115 \| 0.61 \| 14/9/95 \| Parma F. C. (2), Juventus F. C. (27), A. C. Milan (41)[132] \| \| 7 \| Andriy Shevchenko \| 67 \| 143 \| 0.47 \| 23/11/94 \| FC Dinamo de Kiev (25), A. C. Milan (38), Chelsea F. C. (4)[133] \| \| 8 \| Edin Džeko \| 65 \| 153 \| 0.42 \| 15/10/03 \| VfL Wolfsburgo (9), Manchester City F. C. (6), A. S. Roma (32), F. C. Internazionale (7), Fenerbahçe S. K. (11), A. C. F. Fiorentina (0) \| \| 9 \| Harry Kane \| 64 \| 101 \| 0.63 \| 25/8/11 \| Tottenham Hotspur F. C. (45), F. C. Bayern (19) \| \| 10 \| Sergio Agüero \| 63 \| 109 \| 0.58 \| 28/7/07 \| Atlético de Madrid (20), Manchester City F. C. (43), F. C. Barcelona (0)[134] \| \| 11 \| Gerd Müller[135] \| 62 \| 71 \| 0.87 \| 27/9/66 \| F. C. Bayern (62)[136] \| \| = \| Ruud van Nistelrooy \| 62 \| 92 \| 0.67 \| 21/6/97 \| S. C. Heerenveen (0), Philips S. V. (9), Manchester United F. C. (38), Real Madrid C. F. (13), Hamburger S. V. (2)[137] \| \| 13 \| Mohamed Salah \| 61 \| 136 \| 0.45 \| 8/8/12 \| F. C. Basilea (7), Chelsea F. C. (0), ACF Fiorentina (1), A. S. Roma (3), Liverpool F. C. (50) \| \| 14 \| Henrik Larsson \| 59 \| 108 \| 0.55 \| 15/9/94 \| Feijenoord (9), Celtic F. C. (35), F. C. Barcelona (2), Manchester United F. C. (1), Helsingborgs I. F. (12)[138] \| \| = \| Thierry Henry \| 59 \| 140 \| 0.42 \| 12/9/95 \| A. S. Monaco F. C. (8), Juventus F. C. (0), Arsenal F. C. (42), F. C. Barcelona (9) \| \| 16 \| Zlatan Ibrahimović \| 57 \| 150 \| 0.38 \| 8/8/01 \| A. F. C. Ajax (9), Juventus F. C. (3), F. C. Internazionale (6), F. C. Barcelona (4), A. C. Milan (10), París Saint-Germain F. C. (20), Manchester United F. C. (5)[139] \| \| = \| Thomas Müller \| 57 \| 167 \| 0.34 \| 10/3/09 \| F. C. Bayern (57)[140] \| \| 18 \| Kylian Mbappé \| 56 \| 89 \| 0.63 \| 10/12/15 \| A. S. Monaco F. C. (6), Paris Saint-Germain F. C. (42), Real Madrid C. F. (7) \| \| = \| Pierre-Emerick Aubameyang \| 56 \| 108 \| 0.52 \| 6/8/09 \| Lille O. S. C. (0), B. V. Borussia (26), Arsenal F. C. (14), F. C. Barcelona (2), Chelsea F. C. (2), Olympique de Marsella (12) \| \| 20 \| Eusébio da Silva[141] \| 55 \| 74 \| 0.74 \| 31/10/61 \| S. L. Benfica (55)[142] \| \| = \| Edinson Cavani \| 55 \| 92 \| 0.60 \| 20/9/07 \| Palermo F. C. (0), S. S. C. Napoli (19), París Saint-Germain F. C. (30), Manchester United F. C. (6)[143] \| \| = \| Klaas-Jan Huntelaar \| 55 \| 111 \| 0.50 \| 30/9/04 \| S. C. Heerenveen (5), A. F. C. Ajax (19), A. C. Milan (0), F. C. Gelsenkirchen-Schalke (31)[144] \| \| 23 \| Alessandro Del Piero \| 54 \| 130 \| 0.42 \| 15/9/93 \| Juventus F. C. (54)[145] \| \| 24 \| Erling Haaland \| 53 \| 55 \| 0.96 \| 11/7/18 \| Molde F. K. (4), F. C. Red Bull Salzburgo (8), B. V. Borussia (15), Manchester City F. C. (26) \| \| 25 \| Alfredo Di Stéfano \| 50 \| 60 \| 0.83 \| 8/9/55 \| Real Madrid C. F. (50)[146] \| \| = \| Didier Drogba \| 50 \| 102 \| 0.49 \| 13/8/03 \| Olympique de Marseille (11), Chelsea F. C. (36), Galatasaray S. K. (3)[147] \| \| 27 \| Romelu Lukaku \| 49 \| 93 \| 0.53 \| 19/8/09 \| R. S. C. Anderlecht (8), Everton F. C. (8), Manchester United F. C. (8), F. C. Internazionale (16), Chelsea F. C. (2), A. S. Roma (7) \| \| = \| Eran Zahavi \| 49 \| 95 \| 0.52 \| 17/7/08 \| Hapoel Tel Aviv F. C. (5), Palermo F. C. (0), Maccabi Tel Aviv F. C. (30), Philips S. V. (14) \| \| = \| Antoine Griezmann \| 49 \| 116 \| 0.42 \| 20/8/13 \| Real Sociedad (1), Atlético de Madrid (44), F. C. Barcelona (4) \| Estadísticas actualizadas hasta el último partido jugado el 7 de mayo de 2025. |                           |     |       |       |          | |
| Pos. | Jugador                   | G.  | Part. | Prom. | Debut    | Clubes |
| 1 | Cristiano Ronaldo         | 145 | 197   | 0.74  | 14/8/02  | Manchester United F. C. (24), Real Madrid C. F. (107), Juventus F. C. (14)                                                                                          |
| 2 | Lionel Messi              | 132 | 167   | 0.79  | 7/12/04  | F. C. Barcelona (123), París Saint-Germain F. C. (9) |
| 3 | Robert Lewandowski        | 113 | 160   | 0.71  | 17/7/08  | Lech Poznań (6), B. V. Borussia (18), F. C. Bayern (69), F. C. Barcelona (20)                                                                                       |
| 4 | Karim Benzema             | 92  | 157   | 0.59  | 6/12/05  | Olympique Lyonnais (12), Real Madrid C. F. (80) |
| 5 | Raúl González             | 77  | 161   | 0.48  | 13/9/95  | Real Madrid C. F. (68), F. C. Gelsenkirchen-Schalke (9) |
| 6 | Filippo Inzaghi           | 70  | 115   | 0.61  | 14/9/95  | Parma F. C. (2), Juventus F. C. (27), A. C. Milan (41) |
| 7 | Andriy Shevchenko         | 67  | 143   | 0.47  | 23/11/94 | FC Dinamo de Kiev (25), A. C. Milan (38), Chelsea F. C. (4) |
| 8 | Edin Džeko                | 65  | 153   | 0.42  | 15/10/03 | VfL Wolfsburgo (9), Manchester City F. C. (6), A. S. Roma (32), F. C. Internazionale (7), Fenerbahçe S. K. (11), A. C. F. Fiorentina (0)                            |
| 9 | Harry Kane                | 64  | 101   | 0.63  | 25/8/11  | Tottenham Hotspur F. C. (45), F. C. Bayern (19) |
| 10 | Sergio Agüero             | 63  | 109   | 0.58  | 28/7/07  | Atlético de Madrid (20), Manchester City F. C. (43), F. C. Barcelona (0)                                                                                            |
| 11 | Gerd Müller               | 62  | 71    | 0.87  | 27/9/66  | F. C. Bayern (62) |
| = | Ruud van Nistelrooy       | 62  | 92    | 0.67  | 21/6/97  | S. C. Heerenveen (0), Philips S. V. (9), Manchester United F. C. (38), Real Madrid C. F. (13), Hamburger S. V. (2)                                                  |
| 13 | Mohamed Salah             | 61  | 136   | 0.45  | 8/8/12   | F. C. Basilea (7), Chelsea F. C. (0), ACF Fiorentina (1), A. S. Roma (3), Liverpool F. C. (50)                                                                      |
| 14 | Henrik Larsson            | 59  | 108   | 0.55  | 15/9/94  | Feijenoord (9), Celtic F. C. (35), F. C. Barcelona (2), Manchester United F. C. (1), Helsingborgs I. F. (12)                                                        |
| = | Thierry Henry             | 59  | 140   | 0.42  | 12/9/95  | A. S. Monaco F. C. (8), Juventus F. C. (0), Arsenal F. C. (42), F. C. Barcelona (9)                                                                                 |
| 16 | Zlatan Ibrahimović        | 57  | 150   | 0.38  | 8/8/01   | A. F. C. Ajax (9), Juventus F. C. (3), F. C. Internazionale (6), F. C. Barcelona (4), A. C. Milan (10), París Saint-Germain F. C. (20), Manchester United F. C. (5) |
| = | Thomas Müller             | 57  | 167   | 0.34  | 10/3/09  | F. C. Bayern (57) |
| 18 | Kylian Mbappé             | 56  | 89    | 0.63  | 10/12/15 | A. S. Monaco F. C. (6), Paris Saint-Germain F. C. (42), Real Madrid C. F. (7)                                                                                       |
| = | Pierre-Emerick Aubameyang | 56  | 108   | 0.52  | 6/8/09   | Lille O. S. C. (0), B. V. Borussia (26), Arsenal F. C. (14), F. C. Barcelona (2), Chelsea F. C. (2), Olympique de Marsella (12)                                     |
| 20 | Eusébio da Silva          | 55  | 74    | 0.74  | 31/10/61 | S. L. Benfica (55) |
| = | Edinson Cavani            | 55  | 92    | 0.60  | 20/9/07  | Palermo F. C. (0), S. S. C. Napoli (19), París Saint-Germain F. C. (30), Manchester United F. C. (6)                                                                |
| = | Klaas-Jan Huntelaar       | 55  | 111   | 0.50  | 30/9/04  | S. C. Heerenveen (5), A. F. C. Ajax (19), A. C. Milan (0), F. C. Gelsenkirchen-Schalke (31)                                                                         |
| 23 | Alessandro Del Piero      | 54  | 130   | 0.42  | 15/9/93  | Juventus F. C. (54) |
| 24 | Erling Haaland            | 53  | 55    | 0.96  | 11/7/18  | Molde F. K. (4), F. C. Red Bull Salzburgo (8), B. V. Borussia (15), Manchester City F. C. (26)                                                                      |
| 25 | Alfredo Di Stéfano        | 50  | 60    | 0.83  | 8/9/55   | Real Madrid C. F. (50) |
| = | Didier Drogba             | 50  | 102   | 0.49  | 13/8/03  | Olympique de Marseille (11), Chelsea F. C. (36), Galatasaray S. K. (3)                                                                                              |
| 27 | Romelu Lukaku             | 49  | 93    | 0.53  | 19/8/09  | R. S. C. Anderlecht (8), Everton F. C. (8), Manchester United F. C. (8), F. C. Internazionale (16), Chelsea F. C. (2), A. S. Roma (7)                               |
| = | Eran Zahavi               | 49  | 95    | 0.52  | 17/7/08  | Hapoel Tel Aviv F. C. (5), Palermo F. C. (0), Maccabi Tel Aviv F. C. (30), Philips S. V. (14)                                                                       |
| = | Antoine Griezmann         | 49  | 116   | 0.42  | 20/8/13  | Real Sociedad (1), Atlético de Madrid (44), F. C. Barcelona (4) |

### Máximos goleadores en la historia de la Liga Española
| Pos. | Jugador                  | G.  | Part. | Prom. | Debut   | (Equipo debut)          | Otros clubes                                                      |
| ---- | ------------------------ | --- | ----- | ----- | ------- | ----------------------- | ----------------------------------------------------------------- |
| 1    | Lionel Messi             | 474 | 520   | 0,91  | 2004-05 | F.C. Barcelona (474)    |                                                                   |
| 2    | Cristiano Ronaldo        | 311 | 292   | 1,07  | 2009-10 | Real Madrid C.F. (311)  |                                                                   |
| 3    | Telmo Zarra              | 251 | 277   | 0,91  | 1940-41 | Athletic Club (251)     |                                                                   |
| 4    | Karim Benzema            | 238 | 439   | 0.54  | 2009-10 | Real Madrid C.F. (238)  |                                                                   |
| 5    | Hugo Sánchez             | 234 | 347   | 0,67  | 1981-82 | Atlético de Madrid (54) | Real Madrid C.F. (164), Rayo Vallecano (16)                       |
| 6    | Raúl González            | 228 | 550   | 0,41  | 1994-95 | Real Madrid C.F. (228)  |                                                                   |
| 7    | Alfredo Di Stéfano       | 227 | 329   | 0,69  | 1953-54 | Real Madrid C.F. (216)  | R.C.D. Español (11)                                               |
| 8    | César Rodríguez          | 221 | 353   | 0,63  | 1941-42 | Granada C.F. (23)       | F.C. Barcelona (190), Cultural Leonesa (3), Elche C.F. (5)        |
| 9    | Enrique Castro Quini     | 219 | 448   | 0,49  | 1970-71 | Real Sporting (165)     | F.C. Barcelona (54)                                               |
| 10   | Manuel Fernández Pahiño  | 212 | 278   | 0,76  | 1943-44 | R.C. Celta de Vigo (57) | Real Madrid C.F. (109), R.C. Deportivo (46)                       |
| 11   | Antoine Griezmann        | 198 | 502   | 0,38  | 2010-11 | Real Sociedad (40)      | Atlético de Madrid (136), F.C. Barcelona (22)                     |
| 12   | Edmundo Suárez Mundo     | 195 | 229   | 0,85  | 1935-36 | Athletic Club (0)       | Valencia C.F. (186), C.D. Alcoyano (9)                            |
| 13   | Carlos Alonso Santillana | 186 | 461   | 0,40  | 1971-72 | Real Madrid C.F. (186)  |                                                                   |
| 14   | David Villa              | 185 | 352   | 0,53  | 2003-04 | Real Zaragoza (32)      | Valencia C.F. (107), F.C. Barcelona (33), Atlético de Madrid (13) |
| 15   | Juan Arza                | 182 | 349   | 0,52  | 1943-44 | Sevilla F.C. (182)      |                                                                   |

### Máximos goleadores en la historia del fútbol de selecciones
| #  | Jugador            | Goles | Partidos | Promedio | Notas                   |
| -- | ------------------ | ----- | -------- | -------- | ----------------------- |
| 1  | Cristiano Ronaldo  | 138   | 221      | 0.62     | [ 163 ]                 |
| 2  | Lionel Messi       | 112   | 193      | 0.58     | [ 164 ] [ 165 ] [ 166 ] |
| 3  | Ali Daei           | 109   | 148      | 0.74     | Datos FIFA              |
| 4  | Sunil Chhetri      | 95    | 155      | 0.61     | [ 170 ]                 |
| 5  | Mokhtar Dahari     | 89    | 142      | 0.63     |                         |
| =  | Romelu Lukaku      | 89    | 124      | 0.72     |                         |
| 7  | Robert Lewandowski | 85    | 158      | 0.54     |                         |
| =  | Ali Mabkhout       | 85    | 115      | 0.74     |                         |
| 9  | Ferenc Puskás      | 84    | 89       | 0.94     | Datos FIFA              |
| 10 | Godfrey Chitalu    | 79    | 111      | 0.71     | [ 171 ]                 |
| =  | Neymar             | 79    | 128      | 0.62     |                         |
| 12 | Hussein Saeed      | 78    | 137      | 0.57     | [ 172 ]                 |

## Enfrentamientos directos
En años recientes, se dice que la rivalidad entre Real Madrid y Barcelona fue «eclipsada» por la rivalidad individual entre Cristiano y Messi, con estos jugadores luchando clásico a clásico por ser el mejor.
| Núm. | Fecha                   | Competición         | Local                   | Visitante           | Resultado | Goles anotados por el dúo                           |
| ---- | ----------------------- | ------------------- | ----------------------- | ------------------- | --------- | --------------------------------------------------- |
| 1    | 23 de abril de 2008     | Liga de Campeones   | Barcelona               | Manchester United   | 0–0       |                                                     |
| 2    | 29 de abril de 2008     | Liga de Campeones   | Manchester United       | Barcelona           | 1–0       |                                                     |
| 3    | 27 de mayo de 2009      | Liga de Campeones   | Manchester United       | Barcelona           | 0–2       | Messi (70')                                         |
| 4    | 29 de noviembre de 2009 | Liga de España      | Barcelona               | Real Madrid         | 1–0       |                                                     |
| 5    | 10 de abril de 2010     | Liga de España      | Real Madrid             | Barcelona           | 0–2       | Messi (33')                                         |
| 6    | 29 de noviembre de 2010 | Liga de España      | Barcelona               | Real Madrid         | 5–0       |                                                     |
| 7    | 9 de febrero de 2011    | Amistoso            | Argentina               | Portugal            | 2–1       | Ronaldo (53'); Messi (83' pen.)                     |
| 8    | 16 de abril de 2011     | Liga de España      | Real Madrid             | Barcelona           | 1–1       | Messi (51'); Ronaldo (81')                          |
| 9    | 20 de abril de 2011     | Copa del Rey        | Real Madrid             | Barcelona           | 1–0       | Ronaldo (103')                                      |
| 10   | 27 de abril de 2011     | Liga de Campeones   | Real Madrid             | Barcelona           | 0–2       | Messi (76', 87')                                    |
| 11   | 3 de mayo de 2011       | Liga de Campeones   | Barcelona               | Real Madrid         | 1–1       |                                                     |
| 12   | 14 de agosto de 2011    | Supercopa de España | Real Madrid             | Barcelona           | 2–2       | Messi (45')                                         |
| 13   | 17 de agosto de 2011    | Supercopa de España | Barcelona               | Real Madrid         | 3–2       | Ronaldo (20'); Messi (53', 88')                     |
| 14   | 10 de diciembre de 2011 | Liga de España      | Real Madrid             | Barcelona           | 1–3       |                                                     |
| 15   | 18 de enero de 2012     | Copa del Rey        | Real Madrid             | Barcelona           | 1–2       | Ronaldo (11')                                       |
| 16   | 25 de enero de 2012     | Copa del Rey        | Barcelona               | Real Madrid         | 2–2       | Ronaldo (68')                                       |
| 17   | 21 de abril de 2012     | Liga de España      | Barcelona               | Real Madrid         | 1–2       | Ronaldo (73')                                       |
| 18   | 23 de agosto de 2012    | Supercopa de España | Barcelona               | Real Madrid         | 3–2       | Ronaldo (55'); Messi (70')                          |
| 19   | 29 de agosto de 2012    | Supercopa de España | Real Madrid             | Barcelona           | 2–1       | Ronaldo (19'); Messi (45')                          |
| 20   | 7 de octubre de 2012    | Liga de España      | Barcelona               | Real Madrid         | 2–2       | Ronaldo (23', 66'), Messi (31', 61')                |
| 21   | 30 de enero de 2013     | Copa del Rey        | Real Madrid             | Barcelona           | 1–1       |                                                     |
| 22   | 26 de febrero de 2013   | Copa del Rey        | Barcelona               | Real Madrid         | 1–3       | Ronaldo (12', 57')                                  |
| 23   | 2 de marzo de 2013      | Liga de España      | Real Madrid             | Barcelona           | 2–1       | Messi (18')                                         |
| 24   | 26 de octubre de 2013   | Liga de España      | Barcelona               | Real Madrid         | 2–1       |                                                     |
| 25   | 23 de marzo de 2014     | Liga de España      | Real Madrid             | Barcelona           | 3–4       | Messi (42', 65' pen., 84' pen.); Ronaldo (55' pen.) |
| 26   | 25 de octubre de 2014   | Liga de España      | Real Madrid             | Barcelona           | 3–1       | Ronaldo (35' pen.)                                  |
| 27   | 18 de noviembre de 2014 | Amistoso            | Argentina               | Portugal            | 0–1       |                                                     |
| 28   | 22 de marzo de 2015     | Liga de España      | Barcelona               | Real Madrid         | 2–1       | Ronaldo (31')                                       |
| 29   | 21 de noviembre de 2015 | Liga de España      | Real Madrid             | Barcelona           | 0–4       |                                                     |
| 30   | 2 de abril de 2016      | Liga de España      | Barcelona               | Real Madrid         | 1–2       | Ronaldo (85')                                       |
| 31   | 3 de diciembre de 2016  | Liga de España      | Barcelona               | Real Madrid         | 1–1       |                                                     |
| 32   | 23 de abril de 2017     | Liga de España      | Real Madrid             | Barcelona           | 2–3       | Messi (32', 90+2')                                  |
| 33   | 13 de agosto de 2017    | Supercopa de España | Barcelona               | Real Madrid         | 1–3       | Messi (77' pen.); Ronaldo (79')                     |
| 34   | 23 de diciembre de 2017 | Liga de España      | Real Madrid             | Barcelona           | 0–3       | Messi (64' pen.)                                    |
| 35   | 6 de mayo de 2018       | Liga de España      | Barcelona               | Real Madrid         | 2–2       | Ronaldo (15'); Messi (52')                          |
| 36   | 8 de diciembre de 2020  | Liga de Campeones   | Barcelona               | Juventus            | 0–3       | Ronaldo (13' pen., 52' pen.)                        |
| 37   | 19 de enero de 2023     | Amistoso            | Al-Nassr/Al-Hilal Stars | Paris Saint-Germain | 4–5       | Messi (3'); Ronaldo (34' pen., 45+6')               |

     Ambos marcaron en el partido.

     Solo uno marcó en el partido.

     Partido de Liga de Campeones.

### Resultados
| Competición         | Partidos | Victoria de Ronaldo | Empate | Victoria de Messi | Goles de Ronaldo | Goles de Messi |
| ------------------- | -------- | ------------------- | ------ | ----------------- | ---------------- | -------------- |
| Liga de España      | 18       | 4                   | 4      | 10                | 9                | 12             |
| Liga de Campeones   | 6        | 2                   | 2      | 2                 | 2                | 3              |
| Copa del Rey        | 5        | 2                   | 2      | 1                 | 5                | 0              |
| Supercopa de España | 5        | 2                   | 1      | 2                 | 4                | 6              |
| Amistosos           | 3        | 1                   | 0      | 2                 | 3                | 2              |
| Partidos totales    | 37       | 11                  | 9      | 17                | 23               | 23             |

### Clásico español
Messi superó a Alfredo Di Stéfano de 18 goles en el clásico cuándo anotó un triplete el 23 de marzo de 2014. En la historia del clásico, Cristiano es el único jugador que anotó en seis partidos consecutivos y el único en anotar en seis partidos de visita consecutivos.
| Pos. | Jugador            | Club        | Goles | Años        |
| ---- | ------------------ | ----------- | ----- | ----------- |
| 1    | Lionel Messi       | Barcelona   | 26    | 2005 – 2021 |
| 2    | Cristiano Ronaldo  | Real Madrid | 18    | 2009 – 2018 |
| 2    | Alfredo Di Stéfano | Real Madrid | 18    | 1953 – 1963 |
| 4    | Karim Benzema      | Real Madrid | 16    | 2009 – 2023 |
| 5    | Raúl González      | Real Madrid | 15    | 1995 – 2008 |

## Estadísticas individuales
Actualizado al último partido jugado por alguno el 30 de diciembre de 2023.
| Cristiano Ronaldo                     | Cristiano Ronaldo | Cristiano Ronaldo | Cristiano Ronaldo | Cristiano Ronaldo | Cristiano Ronaldo | Cristiano Ronaldo | Cristiano Ronaldo | Cristiano Ronaldo | Cristiano Ronaldo | Cristiano Ronaldo |
| Temporada                             | Liga              | Liga              | Copas (1)         | Copas (1)         | Europa (2)        | Europa (2)        | Mundial           | Mundial           | Total             | Total             |
| Temporada                             | Partidos          | Goles             | Partidos          | Goles             | Partidos          | Goles             | Partidos          | Goles             | Partidos          | Goles             |
| ------------------------------------- | ----------------- | ----------------- | ----------------- | ----------------- | ----------------- | ----------------- | ----------------- | ----------------- | ----------------- | ----------------- |
| 2002–03                               | 25                | 3                 | 3                 | 2                 | 3                 | -                 | -                 | -                 | 31                | 5                 |
| 2003–04                               | 29                | 4                 | 6                 | 2                 | 5                 | -                 | -                 | -                 | 40                | 6                 |
| 2004–05                               | 33                | 5                 | 9                 | 4                 | 8                 | -                 | -                 | -                 | 50                | 9                 |
| 2005–06                               | 33                | 9                 | 6                 | 2                 | 8                 | 1                 | -                 | -                 | 47                | 12                |
| 2006–07                               | 34                | 17                | 8                 | 3                 | 11                | 3                 | -                 | -                 | 53                | 23                |
| 2007–08                               | 34                | 31                | 4                 | 3                 | 11                | 8                 | -                 | -                 | 49                | 42                |
| 2008–09                               | 33                | 18                | 6                 | 3                 | 12                | 4                 | 2                 | 1                 | 53                | 26                |
| 2009–10                               | 29                | 26                | -                 | -                 | 6                 | 7                 | -                 | -                 | 35                | 33                |
| 2010–11                               | 34                | 40                | 8                 | 7                 | 12                | 6                 | -                 | -                 | 54                | 53                |
| 2011–12                               | 38                | 46                | 7                 | 4                 | 10                | 10                | -                 | -                 | 55                | 60                |
| 2012–13                               | 34                | 34                | 9                 | 9                 | 12                | 12                | -                 | -                 | 55                | 55                |
| 2013–14                               | 30                | 31                | 6                 | 3                 | 11                | 17                | -                 | -                 | 47                | 51                |
| 2014–15                               | 35                | 48                | 4                 | 1                 | 13                | 12                | 2                 | -                 | 54                | 61                |
| 2015–16                               | 36                | 35                | -                 | -                 | 12                | 16                | -                 | -                 | 48                | 51                |
| 2016–17                               | 29                | 25                | 2                 | 1                 | 13                | 12                | 2                 | 4                 | 46                | 42                |
| 2017–18                               | 27                | 26                | 1                 | 1                 | 16                | 17                | 2                 | 2                 | 39                | 42                |
| 2018–19                               | 31                | 21                | 3                 | 1                 | 9                 | 6                 | -                 | -                 | 43                | 28                |
| 2019–20                               | 33                | 31                | 5                 | 2                 | 8                 | 4                 | -                 | -                 | 46                | 37                |
| 2020-21                               | 33                | 29                | 5                 | 3                 | 6                 | 4                 | -                 | -                 | 44                | 36                |
| 2021-22                               | 30                | 18                | 1                 | -                 | 7                 | 6                 | -                 | -                 | 38                | 24                |
| 2022-23                               | 26                | 15                | 3                 | -                 | 6                 | 2                 | -                 | -                 | 35                | 17                |
| 2023-24 ARABIA(DATOS NO ACTUALIZADOS) | 18                | 20                | 2                 | 1                 |                   |                   | -                 | -                 | 20                | 21                |
| Total                                 | 685               | 532               | 98                | 52                | 187               | 140               | 8                 | 7                 | 999               | 745               |

| Lionel Messi                    | Lionel Messi | Lionel Messi | Lionel Messi | Lionel Messi | Lionel Messi | Lionel Messi | Lionel Messi | Lionel Messi | Lionel Messi | Lionel Messi |
| Temporada                       | Liga         | Liga         | Copas (3)    | Copas (3)    | Europa (4)   | Europa (4)   | Mundial      | Mundial      | Total        | Total        |
| Temporada                       | Partidos     | Goles        | Partidos     | Goles        | Partidos     | Goles        | Partidos     | Goles        | Partidos     | Goles        |
| ------------------------------- | ------------ | ------------ | ------------ | ------------ | ------------ | ------------ | ------------ | ------------ | ------------ | ------------ |
| 2002–03                         | -            | -            | -            | -            | -            | -            | -            | -            | -            | -            |
| 2003–04                         | -            | -            | -            | -            | -            | -            | -            | -            | -            | -            |
| 2004–05                         | 7            | 1            | 1            | -            | 1            | -            | -            | -            | 9            | 1            |
| 2005–06                         | 17           | 6            | 2            | 1            | 6            | 1            | -            | -            | 25           | 8            |
| 2006–07                         | 26           | 14           | 4            | 2            | 6            | 1            | -            | -            | 36           | 17           |
| 2007–08                         | 28           | 10           | 3            | -            | 9            | 6            | -            | -            | 40           | 16           |
| 2008–09                         | 31           | 23           | 8            | 6            | 12           | 9            | -            | -            | 51           | 38           |
| 2009–10                         | 35           | 34           | 4            | 3            | 12           | 8            | 2            | 2            | 53           | 47           |
| 2010–11                         | 33           | 31           | 9            | 10           | 13           | 12           | -            | -            | 55           | 53           |
| 2011–12                         | 37           | 50           | 9            | 6            | 12           | 15           | 2            | 2            | 60           | 73           |
| 2012–13                         | 32           | 46           | 7            | 6            | 11           | 8            | -            | -            | 50           | 60           |
| 2013–14                         | 31           | 28           | 8            | 5            | 7            | 8            | -            | -            | 46           | 41           |
| 2014–15                         | 38           | 43           | 6            | 5            | 13           | 10           | -            | -            | 57           | 58           |
| 2015–16                         | 33           | 26           | 7            | 6            | 8            | 8            | 1            | 1            | 49           | 41           |
| 2016–17                         | 34           | 37           | 9            | 6            | 9            | 11           | -            | -            | 52           | 54           |
| 2017–18                         | 36           | 34           | 8            | 4            | 10           | 6            | -            | -            | 57           | 45           |
| 2018–19                         | 34           | 36           | 6            | 3            | 10           | 12           | -            | -            | 50           | 51           |
| 2019–20                         | 33           | 25           | 3            | 3            | 8            | 2            | -            | -            | 44           | 30           |
| 2020–21                         | 35           | 30           | 6            | 3            | 6            | 5            | -            | -            | 47           | 38           |
| 2021–22                         | 26           | 6            | 1            | -            | 7            | 5            | -            | -            | 34           | 11           |
| 2022–23                         | 32           | 16           | 2            | 1            | 7            | 4            |              |              | 41           | 21           |
| 2023 MLS(DATOS NO ACTUALIZADOS) | 6            | 1            | 1            | 0            | 7            | 4            | -            | -            | 7            | 1            |
| Total                           | 578          | 496          | 100          | 70           | 156          | 126          | 5            | 5            | 867          | 715          |

| Cristiano Ronaldo | Cristiano Ronaldo | Cristiano Ronaldo | Cristiano Ronaldo | Cristiano Ronaldo | Cristiano Ronaldo        | Cristiano Ronaldo        | Cristiano Ronaldo         | Cristiano Ronaldo         | Cristiano Ronaldo | Cristiano Ronaldo |
| Año               | Amistosos         | Amistosos         | Eliminatorias (5) | Eliminatorias (5) | Mundial/ Confederaciones | Mundial/ Confederaciones | Eurocopa/Liga de Naciones | Eurocopa/Liga de Naciones | Total             | Total             |
| Año               | PJ                | G                 | PJ                | G                 | PJ                       | G                        | PJ                        | G                         | PJ                | G                 |
| ----------------- | ----------------- | ----------------- | ----------------- | ----------------- | ------------------------ | ------------------------ | ------------------------- | ------------------------- | ----------------- | ----------------- |
| 2003              | 2                 | -                 | -                 | -                 | -                        | -                        | -                         | -                         | 2                 | 0                 |
| 2004              | 5                 | -                 | 5                 | 5                 | -                        | -                        | 6                         | 2                         | 16                | 7                 |
| 2005              | 4                 | -                 | 7                 | 2                 | -                        | -                        | -                         | -                         | 11                | 2                 |
| 2006              | 4                 | 2                 | 4                 | 3                 | 6                        | 1                        | -                         | -                         | 14                | 6                 |
| 2007              | 1                 | -                 | 9                 | 5                 | -                        | -                        | -                         | -                         | 10                | 5                 |
| 2008              | 3                 | -                 | 2                 | -                 | -                        | -                        | 3                         | 1                         | 8                 | 1                 |
| 2009              | 2                 | 1                 | 5                 | -                 | -                        | -                        | -                         | -                         | 7                 | 1                 |
| 2010              | 5                 | -                 | 2                 | 2                 | 4                        | 1                        | -                         | -                         | 11                | 3                 |
| 2011              | 2                 | 2                 | 6                 | 5                 | -                        | -                        | -                         | -                         | 8                 | 7                 |
| 2012              | 4                 | 1                 | 4                 | 1                 | -                        | -                        | 5                         | 3                         | 13                | 5                 |
| 2013              | 3                 | 3                 | 6                 | 7                 | -                        | -                        | -                         | -                         | 9                 | 10                |
| 2014              | 4                 | 2                 | 2                 | 2                 | 3                        | 1                        | -                         | -                         | 9                 | 5                 |
| 2015              | 1                 | -                 | 4                 | 3                 | -                        | -                        | -                         | -                         | 5                 | 3                 |
| 2016              | 3                 | 3                 | 3                 | 7                 | -                        | -                        | 7                         | 3                         | 13                | 13                |
| 2017              | 1                 | 1                 | 6                 | 8                 | 4                        | 2                        | -                         | -                         | 11                | 11                |
| 2018              | 3                 | 2                 | -                 | -                 | 4                        | 4                        | -                         | -                         | 7                 | 6                 |
| 2019              | -                 | -                 | 8                 | 11                | -                        | -                        | 2                         | 3                         | 10                | 14                |
| 2020              | 2                 | 1                 | -                 | -                 | -                        | -                        | 4                         | 2                         | 6                 | 3                 |
| 2021              | 3                 | 2                 | 5                 | 6                 | -                        | -                        | 4                         | 5                         | 12                | 13                |
| Total             | 52                | 20                | 78                | 67                | 21                       | 9                        | 31                        | 19                        | 182               | 115               |

| Lionel Messi | Lionel Messi | Lionel Messi | Lionel Messi      | Lionel Messi      | Lionel Messi | Lionel Messi | Lionel Messi | Lionel Messi | Lionel Messi | Lionel Messi |
| Año          | Amistosos    | Amistosos    | Eliminatorias (5) | Eliminatorias (5) | Mundial      | Mundial      | Copa América | Copa América | Total        | Total        |
| Año          | PJ           | G            | PJ                | G                 | PJ           | G            | PJ           | G            | PJ           | G            |
| ------------ | ------------ | ------------ | ----------------- | ----------------- | ------------ | ------------ | ------------ | ------------ | ------------ | ------------ |
| 2003         | -            | -            | -                 | -                 | -            | -            | -            | -            | 0            | 0            |
| 2004         | -            | -            | -                 | -                 | -            | -            | -            | -            | 0            | 0            |
| 2005         | 2            | -            | 3                 | -                 | -            | -            | -            | -            | 5            | 0            |
| 2006         | 4            | 1            | -                 | -                 | 3            | 1            | -            | -            | 7            | 2            |
| 2007         | 4            | 2            | 4                 | 2                 | -            | -            | 6            | 2            | 14           | 6            |
| 2008         | 2            | 1            | 6                 | 1                 | -            | -            | -            | -            | 8            | 2            |
| 2009         | 2            | 2            | 8                 | 1                 | -            | -            | -            | -            | 10           | 3            |
| 2010         | 5            | 2            | -                 | -                 | 5            | -            | -            | -            | 10           | 2            |
| 2011         | 5            | 2            | 4                 | 2                 | -            | -            | 4            | -            | 13           | 4            |
| 2012         | 4            | 7            | 5                 | 5                 | -            | -            | -            | -            | 9            | 12           |
| 2013         | 2            | 3            | 5                 | 3                 | -            | -            | -            | -            | 7            | 6            |
| 2014         | 7            | 4            | -                 | -                 | 7            | 4            | -            | -            | 14           | 8            |
| 2015         | 2            | 3            | -                 | -                 | -            | -            | 6            | 1            | 8            | 4            |
| 2016         | 1            | -            | 5                 | 3                 | -            | -            | 5            | 5            | 11           | 8            |
| 2017         | 2            | -            | 5                 | 4                 | -            | -            | -            | -            | 7            | 4            |
| 2018         | 1            | 3            | -                 | -                 | 4            | 1            | -            | -            | 5            | 4            |
| 2019         | 4            | 4            | -                 | -                 | -            | -            | 6            | 1            | 10           | 5            |
| 2020         | -            | -            | 4                 | 1                 | -            | -            | -            | -            | 4            | 1            |
| 2021         | -            | -            | 6                 | 5                 | -            | -            | 7            | 4            | 13           | 9            |
| Total        | 47           | 34           | 51                | 27                | 19           | 6            | 34           | 13           | 155          | 80           |

## Opiniones sobre la rivalidad
Ambos jugadores durante el transcurso de sus carreras deportivas han mantenido una buena relación tanto a nivel futbolístico como a nivel personal, dejando entrever, en muchas ocasiones, dicha relación.
Incluso, la rivalidad Cristiano-Messi no es compartida por los jugadores a nivel de rivalidad personal. Según los propios futbolistas no existe ninguna rivalidad mutua, mencionando en alguna ocasión que no comparten las opiniones sobre tal competencia, prueba de ello el propio Cristiano negó que tuviera una rivalidad con Messi diciendo: «Siempre he tenido una relación muy cordial con él. Compartimos 12 ó 13 años de entregas de premios y nunca lo vi como un rival. Siempre intenta hacer lo mejor para su equipo, como yo. Siempre me he llevado bien con él y si le preguntas te dirá lo mismo». De igual forma, el propio Messi negó cualquier rivalidad con Cristiano expresando: «Son solo los medios, la prensa, quienes quieren que seamos portada pero yo nunca luché con Cristiano».
No obstante, algunos especialistas, exfutbolistas y aficionados opinan que las carreras de Cristiano y Messi han estado marcadas tanto por la competencia constante del otro como por las virtudes del par en la cancha, así como por los sentimientos opuestos que generan. En 2012 el exentrenador de Cristiano, Alex Ferguson, opinó: «no pienso que la rivalidad les moleste. Creo que tienen su propio orgullo en términos de esperar ser el mejor». De igual manera, en una ocasión el jugador colombiano Radamel Falcao manteniendo una posición neutral opinó sobre estos dos: «Para mí, esta guerra no existe. No puedes comparar jugadores. Cristiano es Cristiano y Messi es Messi. Los dos son grandes jugadores, individual y colectivamente».
A pesar de que para los protagonistas no existe tal rivalidad, algunas personalidades ligadas al mundo del fútbol han manifestado diversas opiniones a favor de uno u otro jugador:
Opiniones sobre Cristiano
Pelé en una entrevista en el programa de YouTube Pilhado, en la que dejó varias definiciones interesantes con respecto al fútbol moderno y al de distintas épocas declaró: «Hoy por hoy, Cristiano Ronaldo es el mejor, porque es el más estable, lleva 10 años así. Aunque no hay que olvidarse de Messi. Cristiano es más estable y Messi no es un goleador».
Gianni Infantino en cabeza de la FIFA respondió a la pregunta sobre quién es el mejor futbolista: ¿Messi o CR7? en el marco de la ceremonia de clausura del foro "Football Talks": «Creo que hay grandes diferencias entre Cristiano y Messi. Tienen estilos y físicos diferentes, y ambos son increíbles. Un año, uno es un poco mejor, al siguiente es el otro... y así fue en los últimos diez. Oficialmente, Cristiano es reconocido como el mejor para la FIFA».
Iker Casillas en una entrevista para el medio español Mediaset dio su opinión acerca de la rivalidad: «Ahí están sus números y su estadística. Rendimiento máximo y para mí Cristiano Ronaldo es el mejor jugador del mundo. Siempre habrá criterios que si Messi, que si él, pero creo que ahora mismo está siendo el mejor».
Pedja Mijatovic en una entrevista para el Diario Marca afirmó: «Son distintos. Su forma de jugar y de moverse es diferente. Pero para mí, es mejor Cristiano que Messi. Es más completo. Tiene más velocidad, explosividad, maneja las dos piernas, va bien de cabeza... Para mí, Cristiano no tiene defectos. Si tengo que elegir, me quedo con Cristiano».
Peter Schmeichel en declaraciones para el medio portugués Renascença expresó: «Para mí, Cristiano Ronaldo es el mejor jugador del mundo. Lo tiene todo. Messi es fantástico, Ibrahimovic también, pero Ronaldo es completo. Hace todo lo que quiere y lo que el entrenador le pida, incluido defender».
Opiniones sobre Messi
Pelé en una entrevista en una entrevista al programa "Al primer toque", de Onda Cero comentó: "No se pueden comparar. Messi es un futbolista que hace goles pero además arma más jugadas desde atrás. En mi equipo los dos serían muy importantes, pero si tuviese que elegir uno, sería a Messi". En otra oportunidad declaró: “Sin ninguna duda para nuestra manera de ver el fútbol Messi es más completo que Ronaldo, porque arma la jugada y hace el gol, Cristiano Ronaldo logra convertir goles, y a Messi lo ves dar asistencias y crear juego, además de marcar. Ronaldo es un gran goleador pero en términos de jugador completo no hay ninguna duda de que Messi es el mejor” 
David Beckham en una entrevista para el medio argentino Télam dijo: «Messi es único como jugador y no hay otro como él. él, como Cristiano, que nunca llegó a su nivel, están por encima del resto. Pueden tener similitudes de técnica y talento, es aluncinante para el fútbol tenerlos a los dos con este presente pero Messi es el mejor jugador del mundo, simplemente».
Marco van Basten en una entrevista publicada por el diario italiano «Corriere della Sera» dijo: «Cristiano Ronaldo es un gran jugador, pero quien dice que es más fuerte que Messi no entiende de futbol o miente. Messi es único. Inimitable e irrepetible. Son jugadores que nacen una vez cada cincuenta años».
Kaká en una entrevista por Instagram con FIFA dijo: «Cristiano es una máquina. No es sólo la forma en la que es fuerte, potente y rápido, es fuerte mentalmente. Siempre quiere ganar, quiere jugar y ser el mejor. Para mí es lo más increíble que tiene. Yo jugué con Cristiano y es realmente increíble, pero me quedo con Messi. Es un genio, es talento puro. La forma en la que juega es increíble».
Wayne Rooney se atrevió a comparar, en su columna periodística en The Sunday Times, a las dos estrellas de Barcelona (Messi) y Juventus (CR7), con el que coincidió en el United: «A pesar de mi amistad con Cristiano, me quedaría con Messi. Leo es diferente, simplemente hace rodar la pelota, todo lo hace fácil. Ronaldo es implacable en la zona de ataque, un asesino. Pero Messi te tortura antes de matarte. Con él, tienes la impresión de que se está divirtiendo más».
Antonio Cassano en una entrevista para Sky Sports de Italia dijo: «Lo de Cristiano Ronaldo es algo construido, Leo Messi es Michael Jordan, es Roger Federer, es Diego Maradona. Es algo que nunca más volveremos a ver en nuestras vidas. No niego que Cristiano Ronaldo es un campeón total, pero nunca estará al nivel de Leo Messi. Es la verdad y no hay que ofenderse. Messi tiene el talento basado en la madre naturaleza. Lo elegiré siempre por encima de Ronaldo».
Por otro lado, algunos comentaristas prefieren analizar el estilo de juego de los dos, mientras otros debaten sobre sus personalidades: Ronaldo es a veces descrito como alguien de temperamental carácter, mientras Messi es retratado con carácter reservado.
En el año 2017, ambos jugadores rectificaron la buena relación existente en los premios The Best celebrados el 23 de octubre de 2017, en el cual Cristiano resultaría el ganador de dicho premio.